# 張思恭 (明朝)
張思恭（？—1410年），明朝凤阳蒙城人。
洪武年間，擔任六科给事中，累迁刑部左侍郎，调工部，改任北京刑部侍郎坐事命督修天津衛城。永乐四年，與泰宁侯陈珪等建造紫禁城，“督军民匠造砖瓦，人月给米五斗”。思恭驭下甚严，部屬都敬畏他。镇守大同，“与守将叶谋申军令，谨边防，人称其能。”永乐八年九月己已，卒於居家丁父憂期間。